# Volta a l'Equador
La Volta a l'Equador (en castellà Vuelta al Ecuador) és una competició ciclista per etapes que es disputa anualment per les carreteres de l'Equador. La primera edició es disputà el 1966, sent guanyada per Hipólito Pozo. Ha format part del calendari de l'UCI Amèrica Tour.

## Palmarès
| Any  | Vencedor              | Segon                 | Tercer                |
| ---- | --------------------- | --------------------- | --------------------- |
| 1966 | Hipólito Pozo         | Jaime Pozo            | Víctor Hugo Morales   |
| 1967 | Jaime Pozo            | Arnulfo Pozo          | Miguel Villacis       |
| 1971 | Jaime Pozo            | Arnulfo Pozo          | Carlos Padilla        |
| 1972 | Jaime Pozo            | Rafael Aravena        | Arnulfo Pozo          |
| 1974 | Carlos Arturo Zapata  | Carlos Padilla        | Jaime Pozo            |
| 1975 | Carlos Montenegro     | Jorge Llumigusín      | Julio Imbacuán        |
| 1976 | Carlos Montenegro     | Omar Lugo             | Aníbal Gualagan       |
| 1977 | Elvio Barreto         | Carlos Montenegro     | Aníbal Gualagan       |
| 1982 | Jorge Amable Vázquez  | Horacio Hernández     | Aníbal Gualagan       |
| 1986 | Juan Carlos Rosero    | Pablo Caicedo         | Estuardo Pailacho     |
| 1987 | Pablo Caicedo         | Pedro Rodríguez       | Horacio Hernández     |
| 1988 | Pedro Rodríguez       | Juan Carlos Rosero    | Estuardo Pailacho     |
| 1989 | Juan Carlos Rosero    | Miller Reina          | Estuardo Pailacho     |
| 1990 | Pedro Rodríguez       | Juan Carlos Rosero    | Raul Gómez Suárez     |
| 1991 | Pedro Rodríguez       | Juan Carlos Rosero    | Julio Cesar Aguirre   |
| 1992 | Juan Carlos Rosero    | Juan Castillo         | Pedro Rodríguez       |
| 1993 | Pedro Rodríguez       | Julio Cesar Aguirre   | Jahir Bernal          |
| 1994 | Pablo Caicedo         | Pedro Rodríguez       | Hugo Bolivar Calderon |
| 1995 | Pedro Rodríguez       | Pablo Caicedo         | Héctor Chiles         |
| 1997 | Héctor Chiles         | Pablo Caicedo         | Walter Barco          |
| 2000 | Julio Bernal          | Héctor Chiles         | Ramiro Calpa Cardenas |
| 2001 | Héctor Chiles         | Ramiro Calpa Cardenas | Armando Stacio        |
| 2002 | Héctor Chiles         | Jose Luis Vanegas     | Eric Castaño          |
| 2003 | Franco Rodríguez      | Luís Espinosa         | Héctor Chiles         |
| 2004 | Byron Guamá           |                       |                       |
| 2005 | Héctor Chiles         | Franco Rodríguez      | Eric Castaño          |
| 2006 | Samuel Cabrera        | José Ruíz Chávez      | Jorge Gallegos        |
| 2007 | Alex Atapuma          | Jorge Gallegos        | José Sarmiento        |
| 2008 | Byron Guamá           | Alvaro Sierra         | Juan Montenegro       |
| 2009 | Fernando Camargo      | Segundo Navarrete     | Rafael Montiel        |
| 2010 | Byron Guamá           | Ramiro Calpa          | Alex Atapuma          |
| 2011 | No disputada          | No disputada          | No disputada          |
| 2012 | Byron Guamá           | Jorge Montenegro      | Segundo Navarrete     |
| 2013 | Freddy Montaña        | Richard Carapaz       | Juan Carlos Pozo      |
| 2014 | Juan Carlos Pozo      | Richard Carapaz       | Cleber Cuasquer       |
| 2018 | Óscar Sevilla         | Robinson Chalapud     | Byron Guamá           |
| 2019 | Jorge Luis Montenegro | Segundo Navarrete     | Rubén Urbano          |
| 2020 | Santiago Montenegro   | Joel Burbano          | Harold Martín López   |
| 2021 | Steven Haro           | Anderson Paredes      | Byron Guamá           |
| 2022 | Robinson Chalapud     | Cristhian Montoya     | Santiago Montenegro   |
| 2023 | Robinson Chalapud     | Jorge Luis Montenegro | Santiago Montenegro   |
| 2024 | Richard Huera         | Óscar Sevilla         | Brayan Obando         |